# Saison 2018 des Rangers du Texas
La saison 2018 des Rangers du Texas est la 58e saison en Ligue majeure de baseball pour cette franchise et sa 47e depuis son transfert de Washington vers la ville d'Arlington au Texas en 1972.

## Saison régulière
La saison régulière de 162 matchs des Rangers débute le 29 mars par la visite des Astros de Houston et se termine le 30 septembre suivant. 

### Classement
| Ligue américaine division Ouest | V   | D  | %    | Diff. | Diff. (élim.) |
| ------------------------------- | --- | -- | ---- | ----- | ------------- |
| Astros de Houston               | 103 | 59 | ,636 | -     | -             |
| Athletics d'Oakland             | 97  | 65 | ,599 | 6     | -             |
| Mariners de Seattle             | 89  | 73 | ,549 | 14    | -             |
| Angels de Los Angeles           | 80  | 82 | ,494 | 23    | -             |
| Rangers du Texas                | 67  | 95 | ,414 | 36    | -             |